# Tamás Gábor
Tamás Gábor, född 24 april 1932 i Budapest, död 6 maj 2007 i Budapest, var en ungersk fäktare.
Gábor blev olympisk guldmedaljör i värja vid sommarspelen 1964 i Tokyo.